# Арворезинья
Арворезинья (порт. Arvorezinha) — муниципалитет в Бразилии, входит в штат Риу-Гранди-ду-Сул. Составная часть мезорегиона Северо-восток штата Риу-Гранди-ду-Сул. Входит в экономико-статистический микрорегион Гуапоре. Население составляет 10 210 человек на 2007 год. Занимает площадь 271,643 км². Плотность населения — 39,0 чел./км².

## История
Город основан 16 февраля 1959 года.

## Статистика
- Валовой внутренний продукт на 2003 составляет 70 145 159,00 реалов (данные: Бразильский институт географии и статистики).
- Валовой внутренний продукт на душу населения на 2003 составляет 6716,31 реалов (данные: Бразильский институт географии и статистики).
- Индекс развития человеческого потенциала на 2000 составляет 0,798 (данные: Программа развития ООН).